# Valter Flego

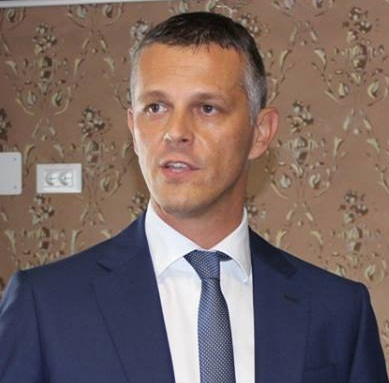
Valter Flego

Valter Flego (* 15. August 1972) ist ein kroatischer Politiker, der seit dem 2. Juli 2019 Mitglied des Europäischen Parlaments für Kroatien ist. Zuvor war er von 2013 bis 2019 als 4. Amtszeit als Bürgermeister der Stadt Buzet. Er ist Mitglied der liberalen Partei Istrian Democratic Assembly (IDS).

## Frühes Leben und Ausbildung
Er beendete die Grundschule und die ersten beiden Jahre des Gymnasiums in Buzet und die 3. und 4. Klasse in Rijeka. Nach dem Studium erlangte er die Ausbildung zum Maschinentechniker. 1991 schrieb er sich für das Studium des Maschinenbaus an der Universität Rijeka ein, das er 1996 mit Auszeichnung abschloss und Maschinenbauingenieur wurde. Während seines Studiums erhielt er den Rektorenpreis der Universität Rijeka als bester Student der Technischen Fakultät sowie den Truffle Award for Excellence in curricularen und außercurricularen Aktivitäten der Stadt Buzet.

## Karriere
Nach Abschluss des Studiums bekam Flego eine Anstellung in der Firma Istrian Waterworks, und gleichzeitig schrieb er sich in ein postgraduales Studium an der Wirtschaftsfakultät Rijeka ein, das er im Jahr 2000 mit einem wissenschaftlichen Master in Wirtschaftswissenschaften abschloss. Nach den Kommunalwahlen 2001 wurde Flego Bürgermeister von Buzet. Nach den Kommunalwahlen 2005 wurde er vom Stadtrat einstimmig zum Bürgermeister wiedergewählt. Bei den ersten direkten Kommunalwahlen im Jahr 2009 erhielt Flego über 84 % der Wähler und erzielte damit das beste Ergebnis aller Kandidaten für das Bürgermeisteramt in Kroatien. Bei den Kommunalwahlen 2013 kandidierte Flego, der von der IDS-HNS-LD-Grünen Partei unterstützt wurde, gegen Damir Kajin, der die Unterstützung von SDP-HSU-SDSS-HSLS hatte, um das Amt des Präfekten des Kreises Istrien. Am Ende gewann er mit 47,25 % zu 36,24 % der Stimmen.

## Privates
Flego ist seit 2002 mit Branka Flego, einer Grundschullehrerin, verheiratet. Sie haben zwei Söhne, Dinko und Ivo.